# Rare Bird
Rare Bird var ett rockband som startades under 1960-talet. Bandet kom till i Storbritannien men hade större framgångar i andra europeiska länder än vad de hade i hemlandet, där deras största framgång singeln "Sympathy" (1969), vilken stannade i åtta veckor på UK-listan med plats 27 som bästa placering. Denna orgelbaserade låt blev dock etta i Italien och Frankrike samt sålde 500 000 exemplar i Frankrike och en miljon globalt.
Coverversioner av denna låt har utgivits av The Family Dogg (1970), Marillion (1992) och Monica Törnell (2017).

## Bandmedlemmar
Originalbesättning
- Steve Gould (f. Stephen Burt Gould 25 mars 1950 i Battersea, London) - sång, elbas, gitarr (1969 - 1975)
- Dave Kaffinetti (f. David Franklyn Ewer 17 april 1946 i Folkestone, Kent) - piano, keyboard (1969 - 1975)
- Graham Field (f. Graham Stansfield 3 maj 1940 i Beaminster, Dorset) - orgel, keyboard (1969 - 1970)
- Mark Ashton (f. Mark Ashton Vey 23 juni 1949 i Bridge, Kent) - trummor, sång (1969 - 1970)

Senare medlemmar
- Andy Rae - bas (1974 - 1975)
- Fred Kelly - slagverk (1972 - 1975)
- Andy „Seth“ Curtis - (1972–1973)
- Nic Potter - bas (1972–1973)
- Kevin Lamb - sång (1973)
- Al Matthews - slagverk (1973)
- Sammy Abu - slagverk (1973)
- Paul Holland - slagverk (1973)

## Diskografi
Studioalbum
- Rare Bird (1969)
- As Your Mind Flies By (1970)
- Epic Forest (1972)
- Somebody's Watching (1973)
- Born Again (1974)

Samlingsalbum
- Attention! Rare Bird! (1972)
- Rare Bird (1975)
- Sympathy (1976)
- Third Time Around - An Introduction To Rare Bird (2003)

Singlar
- Sympathy / Devil’s High Concern (1970)
- What You Want to Know / Hammerhead (1970)
- Roadside Welcome / Four Grey Walls / You’re Lost (1972)
- Virginia / Lonely Street (1973)
- Body and Soul / Redman (1974)
- Don’t Be Afraid / Passin’ Through (1975)